# Гретна (Небраска)
Гретна (енгл. Gretna) град је у америчкој савезној држави Небраска.

## Демографија
По попису из 2010. године број становника је 4.441, што је 2.086 (88,6%) становника више него 2000. године.
| Група             | 2000.         | 2010.         |
| Белци             | 2.304 (97,8%) | 4.282 (96,4%) |
| Афроамериканци    | 1 (0,0%)      | 27 (0,6%)     |
| Азијати           | 10 (0,4%)     | 20 (0,5%)     |
| Хиспаноамериканци | 27 (1,1%)     | 70 (1,6%)     |
| Укупно            | 2.355         | 4.441         |